# Sphenoderes poseidon
Espèce
Sphenoderes poseidon est une espèce de Kinorhynches de la famille des Semnoderidae.

## Distribution
Cette espèce se rencontre dans le détroit de Corée et en mer de Chine orientale.

## Publication originale
- Sørensen, Rho & Kim, 2010 : A new species of the rare genus Sphenoderes (Cyclorhagida, Kinorhyncha), with differential notes on S. indicus Higgins, 1969. Marine Biology Research, vol. 6, n. 5, p. 472-484.